# National Line
Die National Line war eine britische Reederei und wurde 1863 in Liverpool gegründet, um einen regelmäßigen Passagierliniendienst nach Nordamerika zu unterhalten. Der offizielle Name der Reederei lautete National Steam Navigation Company Ltd.

## Geschichte

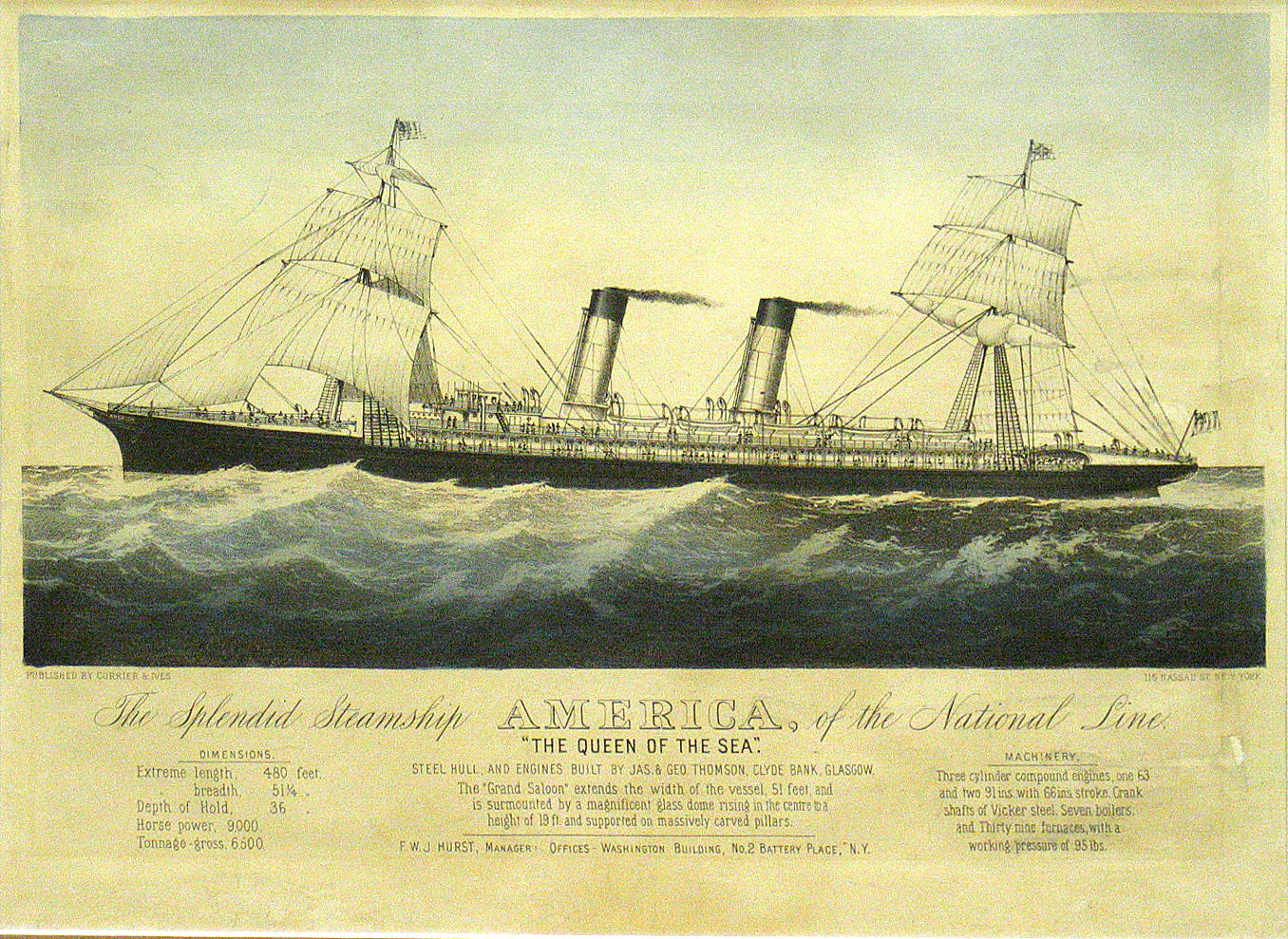
Die America, ein Dampfschiff der National Line

Im Jahr 1863 erfolgte die Gründung der National Steam Navigation Company Ltd., um einen regelmäßigen Passagierliniendienst nach Nordamerika zu unterhalten. Anfangs war geplant, die US-Südstaaten anzulaufen. Doch der bereits 1860 ausgebrochene Sezessionskrieg machte diesem Ansinnen ein Ende und so wurde die Linie Liverpool – New York City das Fahrtgebiet der neuen Reederei. Äußeres Kennzeichen der Schiffe war ein weißer Schornstein mit schwarzer Kappe und alle Schiffe waren nach Kontinenten, Ländern und Regionen benannt.
Da auf dieser Route bereits ein erbitterter Konkurrenzkampf herrschte, suchte die Reederei eine Marktlücke und fand sie in der kombinierten Fracht- und Passagierschifffahrt. Die Schiffe waren für den Transport von Auswanderern bei geringer Kapazität in der 1. Klasse, sowie von normaler Fracht wie Getreide, Mehl, Baumwolle bis hin zu lebenden Rindern, ausgestattet. Die Geschäfte liefen gut und die National Line eroberte sich einen der vorderen Plätze, nicht zuletzt auch deshalb, weil die Linie großen Wert auf die Sicherheit der Passagiere legte. Die 1871 in Dienst gestellten Schwesterschiffe Spain und Egypt stellten den Höhepunkt dieses Denkens dar. Mit 4.670 BRT und 13 Knoten waren sie größer und schneller als die meisten anderen Dampfer ihrer Zeit, blieben aber bemerkenswerte Unikate im Transatlantik-Dienst. Die Egypt hält den Rekord für die höchste Zahl (1.767) beförderter Zwischendeck-Passagiere während einer Fahrt.
Als Ende der 1870er Jahre die schnellen Atlantischen Windhunde der Guion Line auftauchten, versuchte die National Line erstmals bei dem Rennen um das Blaue Band mitzufahren. Die seit Beginn der 1880er Jahre sinkenden Passagierzahlen waren wohl der Hauptgrund für diese Entscheidung. 1884 nahm die mit 5.528 BRT vermessene America den Betrieb auf; mit 17,6 Knoten stellte das Schiff zwar keinen neuen Rekord auf, war aber sehr nahe dran und wurde bald der Adler des Atlantiks genannt. Die America war das erste ganz aus Stahl gebaute Übersee-Passagierschiff der Welt.
Eine Wende zum besseren brachte das Schiff für die National Line aber nicht, denn es gab keinen gleichwertigen Partner innerhalb der Flotte der Reederei. Bereits 1887 wurde das Schiff verkauft, das Ende der Reederei war nicht mehr aufzuhalten. 1890 traf die Reederei ein schwerer Verlust: Der Dampfer Egypt war nach Selbstentzündung der geladenen Baumwolle auf dem Nordatlantik ausgebrannt, und die Erin war bereits seit 1889 verschollen. 1892 mussten die Passagierdienste eingestellt werden. Die Passagiere hatten das Vertrauen in die Gesellschaft verloren, aber die Frachtsparte wurde weiter geführt.
1894 wurde die National Line von der Atlantic Transport Line Ltd. (ATL) aufgekauft. 1914 erfolgte die freiwillige Liquidation der Reederei und ihre restlichen Schiffe wurden an die ATL übertragen.

## Passagierschiffe der National Line 1863–1892
| Jahr        | Name         | Tonnage  | Werft                              | Status/Schicksal                                                    |
| ----------- | ------------ | -------- | ---------------------------------- | ------------------------------------------------------------------- |
| 1863        | Virginia     | 2876 BRT | Palmers Bros. & Co. Ltd., Yarrow   | 1872: 4310 BRT, Greece / 1896 zum Abbruch verkauft                  |
| 1863        | Pennsylvania | 2876 BRT | Palmers Bros. & Co. Ltd., Yarrow   | 1872: 4276 BRT, Canada / 1894 zum Abbruch verkauft                  |
| 1863 (1858) | Louisiana    | 2266 BRT | Palmers Bros. & Co. Ltd., Yarrow   | ex Hudson für NDL / 1863 an NL / 1893 verkauft                      |
| 1864        | Erin         | 3325 BRT | Palmers Bros. & Co. Ltd., Yarrow   | 1872: 3956 BRT / 1877: 4577 BRT / 1889 auf dem Atlantik verschollen |
| 1864        | Ontario      | 3325 BRT | Palmers Bros. & Co. Ltd., Yarrow   | 1864 bei Norfolk (UK) gestrandet und aufgegeben                     |
| 1865        | The Queen    | 3412 BRT | Laird Bros. & Co. Ltd., Birkenhead | 1896 außer Dienst und zum Abbruch verkauft                          |
| 1865        | Helvetia     | 3318 BRT | Palmers Bros. & Co. Ltd., Yarrow   | 1872: 3982 BRT / 1877: 4588 BRT / 1893 verkauft                     |
| 1865        | Scotland     | 3308 BRT | Palmers Bros. & Co. Ltd., Yarrow   | 1866 nach Kollision bei Sandy Hook (New Jersey) gesunken            |
| 1866        | England      | 3308 BRT | Palmers Bros. & Co. Ltd., Yarrow   | 1874: 4898 BRT / 1896 zum Abbruch verkauft                          |
| 1866        | Denmark      | 2870 BRT | T. Royden & Sons Ltd., Liverpool   | 1895 außer Dienst und zum Abbruch verkauft                          |
| 1867        | France       | 3572 BRT | T. Royden & Sons Ltd., Liverpool   | 1875: 4281 BRT / 1896 verkauft                                      |
| 1870        | Italy        | 4179 BRT | John Elder & Co. Ltd., Glasgow     | 1894 außer Dienst und zum Abbruch verkauft                          |
| 1871        | Egypt        | 4670 BRT | Liverpool S.B. Co. Ltd., Liverpool | 1890 auf dem Atlantik ausgebrannt                                   |
| 1871        | Spain        | 4512 BRT | Laird Bros. & Co. Ltd., Birkenhead | 1896 außer Dienst und zum Abbruch verkauft                          |
| 1884        | America (I)  | 5528 BRT | J. & G. Thomson Ltd., Glasgow      | 1887 an die ital. Marine verkauft und in "Trincaria" umbenannt      |

## Frachtschiffe der National Line 1894–1914
| Jahr        | Name           | Tonnage  | Status/Schicksal                                                                                      |
| ----------- | -------------- | -------- | --- |
| 1891        | America (II)   | 5302 BRT | 1907 an ATL übertragen und in Memphis umbenannt                                                       |
| 1891        | Europe         | 5302 BRT | 1907 an ATL übertragen und in Meobile umbenannt                                                       |
| 1896 (1890) | Michigan (I)   | 3732 BRT | 1890 für ATL / 1896 an NL / 1898 an US-Army verkauft und in U.S.S. Kilpatrick umbenannt               |
| 1896 (1890) | Mississippi    | 3732 BRT | 1890 für ATL / 1896 an NL / 1898 an US-Army verkauft und in U.S.S. Burford umbenannt                  |
| 1898        | Manhattan      | 8004 BRT | 1914 an ATL übertragen                                                                                |
| 1899        | Michigan (II)  | 9510 BRT | begonnen als Belgia für die Hapag, 1904 an Dominion Line Ltd. verkauft und in Irishman (II) umbenannt |
| 1904 (1897) | Michigan (III) | 8001 BRT | ex Irishman (I) für Dominion Line Ltd. / 1904 an NL / 1914 an ATL übertragen                          |